# 爱德华王子门
爱德华王子门（英語：Prince Edward's Gate），是直布罗陀的一座城门，位于爱德华王子路的入口处。该城门以爱德华王子（后来被封为肯特公爵）命名。城门建成于1790年，为直布罗陀防御工事的一部分。